# Framework Computer

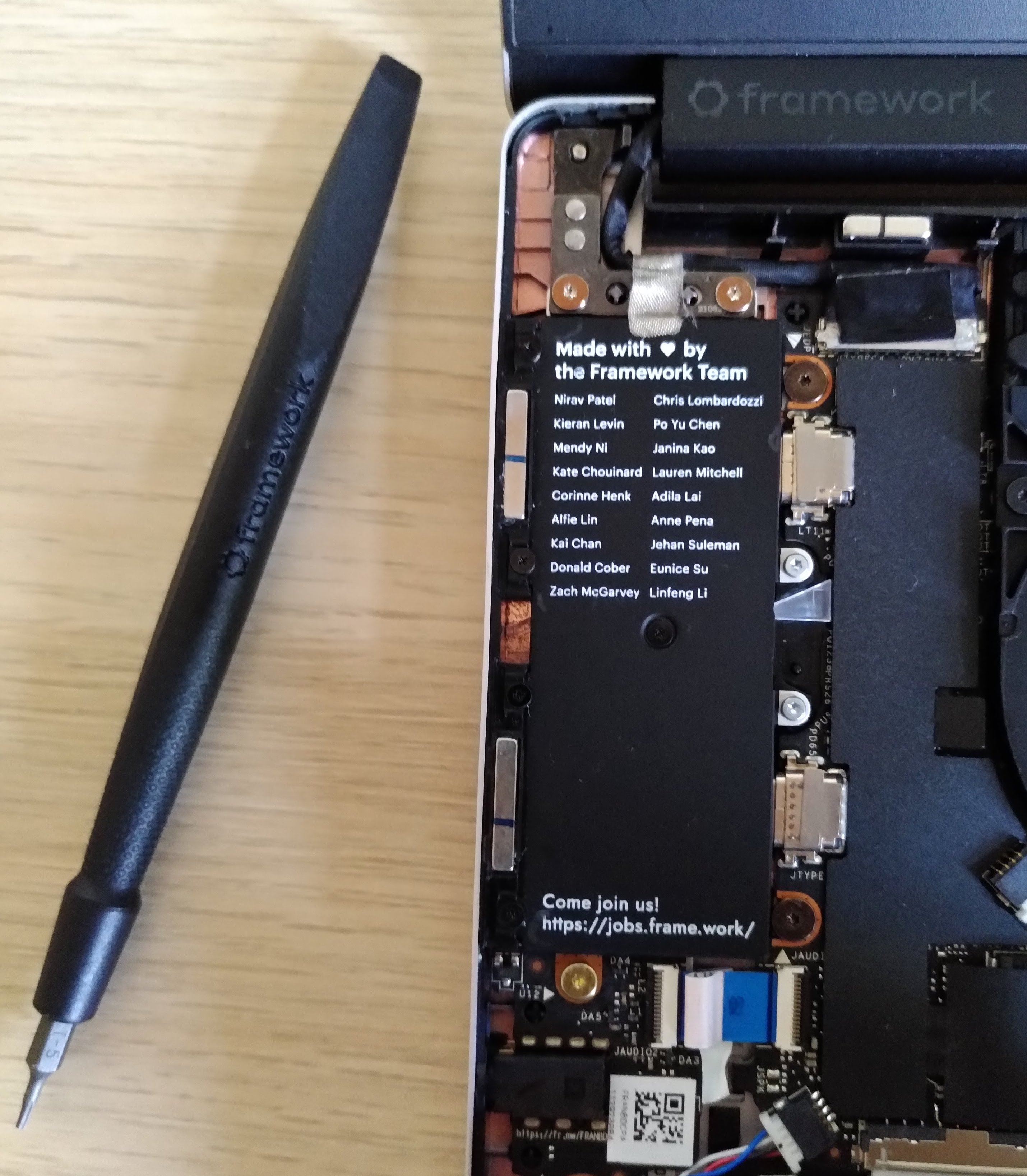
Framework 開発チームの名前がプリントされたFramework Laptop。

Framework Computer, Inc.（フレームワーク・コンピューター、IPA: [ˈfreɪmˌwɜrk kəmˈpjutər]）はアメリカのノートパソコン製造会社である。同社は自らを「修理する権利」運動の支持者と位置づけており、ゆえに同社が製造するノートパソコンは容易に分解でき、かつ部品が交換可能であることに念頭を置いて設計されている。

## 沿革
Framework Computer（以下、Framework）社は2020年1月、Oculusの元ハードウェア製造部長だった Nirav Patel によって立ち上げられた。2021年上半期のシード・ラウンドで900万ドルの資金調達に成功し、2021年9月にYouTuber の Linus Sebastian（英語: Linus Sebastian） からも22.5万ドルの投資を受けた。彼は第11世代 Intel Core 搭載の Framework Laptop を賞賛した後にこの投資を行った。
2022年1月、同社はスパークキャピタル（英語: Spark capital）が主導するシリーズAラウンドで1800万ドルの追加資金を調達した。
2024年4月、同社はスパークキャピタル（英語: Spark capital）が主導し、 Buckley Ventures、Anzu Partners、Cooler Master、Pathbreaker Ventures らが参加するシリーズA-1ラウンドで更に1700万ドルの追加資金を調達した。加えて、1万ドルの投資を通じて100万ドルを株式投資型のクラウドファンディングに開放した。この際、同社は他の家電製品分野への事業拡大の意向も明らかにしていた。

## 製品
Framework社は、同社のODMパートナーであるコンパル・エレクトロニクスと協力して製品を製造している。

### Framework Laptop 13
2021年7月に Framework社 は最初の製品、第11世代インテル Core i5 または Core i7チップを搭載した Framework Laptop（後の Framework Laptop 13）の米国とカナダ向けの出荷を開始した。2021年12月、同社はイギリス、ドイツ、フランス向けの予約注文を開放した。2022年2月、アイルランド、オーストリア、オランダ向けの予約注文が開放された。
Framework Laptop は iFixit's の修理可能性スコアで10点満点中10点を記録している。標準モデルの Framework Laptop は組み立てられた状態で出荷されるが、Framework Laptop DIYエディションはRAM、ストレージ、オペレーティングシステム、そしてー第11代モデルに限ってーWiFiモジュールが取り外された状態で出荷される。上記のモジュールは追加料金を通じてDIYエディションと一緒に購入することも、追加せずに本体のみ購入することもできる。
2022年5月、同社は第12世代インテルCore i5またはCore i7チップ、およびアップグレードされたバックパネルを搭載した二代目の Framework Laptop の発売を開始し、第11世代モデルを第12世代モデルにアップグレードできるようにするためのアップグレードキットも併せて発売した。2022年9月にはオーストラリアで予約注文が可能になった。
2022年9月、同社は第12世代インテルモデルをベースとした Chromebook エディションを999ドルで発売した。通常モデルとは異なり、Chromebook エディションのスペックはi5-1240P、8GBのRAMと256GBのSSDに固定されているが、通常モデルと同様のアップグレード方法は依然として可能である。Chromebookエディションは通常モデルに比べスピーカーとバッテリーが改善されていると同社は主張しているが、スピーカーはZDnet に「くぐもっている」と形容され、バッテリー駆動時間に関しては ZDnet、Engadget、PCMag に「Chromebook にしてはかなり貧弱」と評されている。Engadget と PCMag は他の Chromebook と比較して高いその値段を批評しているが、前者はハードウェアの要因を考えると妥当な値段だとしている。
2022年3月、第13世代CoreシリーズおよびRyzen 7040シリーズを搭載した三代目 Framework Laptop（Framework Laptop 13）が発表された。同時に発表された Framework Laptop 16 と区別するために、新たにFramework Laptop 13 という名称が割り当てられた。同イベントで、より大容量の61Whバッテリー、オプションの非光沢ディスプレイとCooler Master製のケースも併せて発表された。ファームウェアと電力関連の問題により、AMDベースの Framework Laptop 13 の初出荷は予定より遅れた。
2024年5月、Intel Core Ultra Series 1 を搭載した四代目 Framework Laptop 13 が発表された。

#### マザーボード
2022年4月、Framework社はマザーボードのCADと電子的な規格の一部を自社 marketplace 経由で公開・オープンソース化し、メーカーや開発者に併せて100枚のマザーボードを配布した。
第11世代インテル搭載の初代モデルのマザーボードには問題があり、ノートPCが比較的短期間でも充電されていなかった場合、メインバッテリーとRTCコイン電池の両方を完全に取り外して再接続する必要があるというものだった。同社は、この問題は第11世代Intel Coreシリーズのシリコンのバグに起因するものであり、問題が発生した者には代わりのRTCコイン電池、または第11世代マザーボードの交換を提供すると述べた。

#### ファームウェア
Framework Laptop 13 はInsyde Software社製のプロプライエタリ UEFI ファームウェア、InsydeH2Oおよび組み込みコントローラ（英語: Embedded controller）(EC) ファームウェアに CrOS EC ベースのFramework社製オープンソースファームウェアを採用している。2021年4月、Framework社はファームウェアのオープンソース化を目指していることについて言及し、2022年1月、同社によってECファームウェアのオープンソース化がなされた。
同社はInsyde Software社から購入したUEFIのソースコードを独自のハードウェアにあわせて変更している。Linux Vendor Firmware Service（LVFS）によるファームウェアの更新をサポートしている。
Framework Laptop Chromebookエディションはオープンソースのファームウェアである coreboot を採用している
2024年4月, 同社はソフトウェアのアップデートの提供、ならびに持続性と信頼性の維持に苦戦していると記載された。後に同社はソフトウェア持続可能性についてのブログ記事を公開し、「当社はソフトウェアの更新が満足のゆかない状態にあることを認識しており、これを解決するために必要な投資を行っている」と文中で述べた。
| モデル                                     | UEFI製品                | UEFIベンダー    | UEFIの初代バージョン | UEFIの最新バージョン |
| ------------------------------------------ | ----------------------- | --------------- | -------------------- | -------------------- |
| 第11世代 Intel Core                        | InsydeH2O UEFI Firmware | Insyde Software | 3.02                 | 3.20                 |
| 第12世代 Intel Core                        | InsydeH2O UEFI Firmware | Insyde Software | 3.04                 | 3.08                 |
| 第13世代 Intel Core                        | InsydeH2O UEFI Firmware | Insyde Software | 3.03                 | 3.05                 |
| Intel Core Ultra Series 1                  | InsydeH2O UEFI Firmware | Insyde Software | 3.0N                 | 3.04                 |
| AMD Ryzen 7040                             | InsydeH2O UEFI Firmware | Insyde Software | 3.02                 | 3.05                 |
| 第12世代 Intel Core Chromebookエディション | coreboot                |                 |                      |                      |

#### バッテリー駆動時間
第11世代インテル搭載の初代目 Framework Laptop は55Whのバッテリーを搭載しており、そのバッテリー持ちは長らく「中途半端」だとされてきた。この意見により、2023年モデルには61Whバッテリーがオプションとして用意されることとなった。Ars Technica のレビューによると、第13世代インテルモデルのバッテリー持ちは以前のモデルより大幅に改善されており、旧世代モデル付属の55Whバッテリーを使用したテストの結果、HandBrakeのスコアはほとんど変わらなかった一方で、PCMarkのバッテリー・テストのスコアは40％向上した。新しい61Whバッテリーを使用したテストでは駆動時間はさらに13％向上した。
YouTubeで活動しているレビュアーであるJust Joshのレビューによると、AMD Ryzen 7040U 搭載モデルもバッテリー駆動時間が増長している。他にも性能の向上、発熱とアイドル時のファンノイズ音の軽減などの要素をも考慮し、Just Joshは視聴者にAMDモデルを検討するよう勧めている。
第11代インテルモデル、UEFIバージョン3.07以前にはシャットダウン状態でもバッテリーが消耗し続けるという症状が存在していたが、後に非公式のUEFIバージョン3.08で修正された。

#### 技術仕様
Framework社製品はほとんどの部品を購入後に交換できるよう設計されているため、この表は購入時に利用できる仕様を記載している。
| モデル                   | モデル                   | Framework Laptop 13 | Framework Laptop 13 | Framework Laptop 13 | Framework Laptop 13 | Framework Laptop 13 | Chromebook |
| モデル                   | モデル                   | 第11世代インテル | 第12世代インテル | 第13世代インテル | Intel Core Ultra シリーズ 1 | AMD Ryzen 7040 | Chromebook |
| ------------------------ | ------------------------ | --- | --- | --- | --- | --- | --- |
| タイムライン             | 発表日時                 | 2021年2月 | 2022年5月 | 2023年3月 | 2024年5月 | 2023年3月 | 2022年9月 |
| タイムライン             | 初出荷                   | 2021年7月 | 2022年8月 | 2023年5月 | 2024年8月 | 2023年10月 | 2022年11月 |
| タイムライン             | 生産状況                 | 生産中 | 生産中 | 生産中 | 生産中 | 生産中 | 生産中 |
| マザーボード             | CPU                      | i5-1135G7 i7-1165G7 i7-1185G7 | i5-1240P i7-1260P i7-1280P | i5-1340P i7-1360P i7-1370P | Ultra 5 125H Ultra 7 155H Ultra 7 165H | Ryzen 5 7640U Ryzen 7 7840U | i5-1240P |
| マザーボード             | グラフィックス           | Intel Iris Xe 内蔵グラフィックス | Intel Iris Xe 内蔵グラフィックス | Intel Iris Xe 内蔵グラフィックス | Intel Arc 内蔵グラフィックス （Ultra 5ではXeコア✕7、Ultra 7ではXeコア✕8） | RDNA3（英語: RDNA3） 内蔵グラフィックス | Intel Iris Xe 内蔵グラフィックス |
| マザーボード             | メモリー種類             | DDR4-3200、スロット✕2 | DDR4-3200、スロット✕2 | DDR4-3200、スロット✕2 | DDR5-5600、スロット✕2 | DDR5-5600、スロット✕2 | DDR4-3200、スロット✕2 |
| マザーボード             | メモリー容量             | 購入時最大32GB✕2まで追加可能 | 購入時最大32GB✕2まで追加可能 | 購入時最大32GB✕2まで追加可能 | 購入時最大48GB✕2まで追加可能 | 購入時最大48GB✕2まで追加可能 | |
| マザーボード             | ストレージ               | M.2 2280✕1、購入時最大 4TB WD SN850X まで追加可能 | M.2 2280✕1、購入時最大 4TB WD SN850X まで追加可能 | M.2 2280✕1、購入時最大 4TB WD SN850X まで追加可能 | M.2 2280✕1、購入時最大 4TB WD SN850X まで追加可能 | M.2 2280✕1、購入時最大 4TB WD SN850X まで追加可能 | 256 GB NVMe |
| マザーボード             | 冷却                     | 28Wレベルの放熱、 5 mm ヒートパイプ✕2 および 65 mm 遠心ファン | 28Wレベルの放熱、 5 mm ヒートパイプ✕2 および 65 mm 遠心ファン | 28Wレベルの放熱、 5 mm ヒートパイプ✕2 および 65 mm 遠心ファン | 30W レベルの放熱, 10 mm ヒートパイプ✕1 および 65 mm 遠心ファン | 28Wレベルの放熱、 5 mm ヒートパイプ✕2 および 65 mm 遠心ファン | 28Wレベルの放熱、 5 mm ヒートパイプ✕2 および 65 mm 遠心ファン |
| ディスプレイ             | 寸法                     | 285 mm × 190 mm, 対角線長13.5インチ | 285 mm × 190 mm, 対角線長13.5インチ | 285 mm × 190 mm, 対角線長13.5インチ | 285 mm × 190 mm, 対角線長13.5インチ | 285 mm × 190 mm, 対角線長13.5インチ | 285 mm × 190 mm, 対角線長13.5インチ |
| ディスプレイ             | 解像度                   | 2256×1504 (3:2) | 2256×1504 (3:2) | 2256×1504 (3:2) | 2256×1504 (3:2) | 2256×1504 (3:2) | 2256×1504 (3:2) |
| ディスプレイ             | 液晶                     | >400ニト(nit)、sRGB 色域値100%、光沢/非光沢 | >400ニト(nit)、sRGB 色域値100%、光沢/非光沢 | >400ニト(nit)、sRGB 色域値100%、光沢/非光沢 | >400ニト(nit)、sRGB 色域値100%、光沢/非光沢 | >400ニト(nit)、sRGB 色域値100%、光沢/非光沢 | >400ニト(nit)、sRGB 色域値100%、光沢/非光沢 |
| ディスプレイ             | ヒンジ                   | 3.3 kg もしくは 4.0 kg; 3.5 kg (二代目) | 3.3 kg もしくは 4.0 kg; 3.5 kg (二代目) | 3.3 kg もしくは 4.0 kg; 3.5 kg (二代目) | 3.5 kg (二代目) | 3.5 kg (二代目) | 3.3 kg もしくは 4.0 kg; 3.5 kg (二代目) |
| 入出力                   | ポート                   | 拡張カードスロット✕4 3.5 mm TRRSオーディオコネクタ | 拡張カードスロット✕4 3.5 mm TRRSオーディオコネクタ | 拡張カードスロット✕4 3.5 mm TRRSオーディオコネクタ | 拡張カードスロット✕4 3.5 mm TRRSオーディオコネクタ | 拡張カードスロット✕4 3.5 mm TRRSオーディオコネクタ | 拡張カードスロット✕4 3.5 mm TRRSオーディオコネクタ |
| 入出力                   | 入力デバイス             | バックライトあり78キー Lite-On（英語: Lite-On） キーボード、キーストローク1.5 mm 115 mm × 76.6 mm タッチパッド、4 mmセルサイズ 電源ボタン上の指紋認証装置                                                                      | バックライトあり78キー Lite-On（英語: Lite-On） キーボード、キーストローク1.5 mm 115 mm × 76.6 mm タッチパッド、4 mmセルサイズ 電源ボタン上の指紋認証装置                                                                      | バックライトあり78キー Lite-On（英語: Lite-On） キーボード、キーストローク1.5 mm 115 mm × 76.6 mm タッチパッド、4 mmセルサイズ 電源ボタン上の指紋認証装置                                                                      | バックライトあり78キー Lite-On（英語: Lite-On） キーボード、キーストローク1.5 mm 115 mm × 76.6 mm タッチパッド、4 mmセルサイズ 電源ボタン上の指紋認証装置                                                                      | バックライトあり78キー Lite-On（英語: Lite-On） キーボード、キーストローク1.5 mm 115 mm × 76.6 mm タッチパッド、4 mmセルサイズ 電源ボタン上の指紋認証装置                                                                      | バックライトあり78キー Lite-On（英語: Lite-On） キーボード、キーストローク1.5 mm 115 mm × 76.6 mm タッチパッド、4 mmセルサイズ 電源ボタン上の指紋認証装置                                                                      |
| 入出力                   | 音声と映像               | 1920×1080 ウェブカメラ（OmniVision OV2740イメージセンサーおよび RealTek RTS5853 コントローラー、4枚構成のf/2レンズ、視野角80°） デュアルMEMSマイク プライバシー対策：LEDカメラインジケーター、およびハードウェアカメラスイッチ | 1920×1080 ウェブカメラ（OmniVision OV2740イメージセンサーおよび RealTek RTS5853 コントローラー、4枚構成のf/2レンズ、視野角80°） デュアルMEMSマイク プライバシー対策：LEDカメラインジケーター、およびハードウェアカメラスイッチ | 1920×1080 ウェブカメラ（OmniVision OV2740イメージセンサーおよび RealTek RTS5853 コントローラー、4枚構成のf/2レンズ、視野角80°） デュアルMEMSマイク プライバシー対策：LEDカメラインジケーター、およびハードウェアカメラスイッチ | 1920×1080 ウェブカメラ（OmniVision OV2740イメージセンサーおよび RealTek RTS5853 コントローラー、4枚構成のf/2レンズ、視野角80°） デュアルMEMSマイク プライバシー対策：LEDカメラインジケーター、およびハードウェアカメラスイッチ | 1920×1080 ウェブカメラ（OmniVision OV2740イメージセンサーおよび RealTek RTS5853 コントローラー、4枚構成のf/2レンズ、視野角80°） デュアルMEMSマイク プライバシー対策：LEDカメラインジケーター、およびハードウェアカメラスイッチ | 1920×1080 ウェブカメラ（OmniVision OV2740イメージセンサーおよび RealTek RTS5853 コントローラー、4枚構成のf/2レンズ、視野角80°） デュアルMEMSマイク プライバシー対策：LEDカメラインジケーター、およびハードウェアカメラスイッチ |
| 入出力                   | ワイヤレス               | Intel AX201 DIYエディション：Intel AX210 | Intel AX211 | Intel AX210 | Intel AX210 | AMD RZ616 | |
| 入出力                   | スピーカー               | 2wayステレオスピーカー（オリジナルまたは80db） | 2wayステレオスピーカー（オリジナルまたは80db） | 2wayステレオスピーカー（オリジナルまたは80db） | 2wayステレオスピーカー（オリジナルまたは80db） | 2wayステレオスピーカー（オリジナルまたは80db） | 2wayステレオスピーカー（オリジナルまたは80db） |
| 電力供給                 | バッテリー               | 55 Wh | 55 Wh | 55または61Wh | 61Wh | 55または61Wh | 55Wh |
| 電力供給                 | バッテリー               | 1000回の充電サイクル後本来の蓄電容量の80%を維持 | | | | | |
| 電力供給                 | 同梱アダプター           | 60W 窒化ガリウムスイッチ USB-C | 60W 窒化ガリウムスイッチ USB-C | 60W 窒化ガリウムスイッチ USB-C | 60W 窒化ガリウムスイッチ USB-C | 60W 窒化ガリウムスイッチ USB-C | 60W 窒化ガリウムスイッチ USB-C |
| 寸法                     | 寸法                     | 297 mm × 229 mm × 15.9 mm, 1.3kg | 297 mm × 229 mm × 15.9 mm, 1.3kg | 297 mm × 229 mm × 15.9 mm, 1.3kg | 297 mm × 229 mm × 15.9 mm, 1.3kg | 297 mm × 229 mm × 15.9 mm, 1.3kg | 297 mm × 229 mm × 15.9 mm, 1.3kg |
| オペレーティングシステム | オペレーティングシステム | Windowsプリインストール DIYエディション：WindowsもしくはLinux、ユーザーが選択可能 | Windowsプリインストール DIYエディション：WindowsもしくはLinux、ユーザーが選択可能 | Windowsプリインストール DIYエディション：WindowsもしくはLinux、ユーザーが選択可能 | Windowsプリインストール DIYエディション：WindowsもしくはLinux、ユーザーが選択可能 | Windowsプリインストール DIYエディション：WindowsもしくはLinux、ユーザーが選択可能 | ChromeOS |

### Framework Laptop 16
Framework Laptop 16は、2023年3月に開催されたプロモーション発表会「Next Level」で発表された大型ノートパソコンである。外部GPUなどのPCIe部品を取り付けることができる新しい拡張ベイと、それらに対応する取り外し可能な冷却システムなどの機能により、「ゲーマーとエンジニアにとっての最高のノートPC」ともてはやされた。

#### ファームウェア
Framework Laptop 16 はプロプライエタリのInsyde Software 社製 UEFI ファームウェアを採用している。
| マザーボード   | UEFI 製品 | UEFIベンダー    | 初代バージョン | 最新バージョン |
| -------------- | --------- | --------------- | -------------- | -------------- |
| AMD Ryzen 7040 |           | Insyde Software | 3.02           | 3.03           |

#### 技術仕様
Framework社製品はほとんどの部品を購入後に交換できるよう設計されているため、この表は購入時に利用できる仕様を記載している。
| タイムライン             | 発表日時                 | 2023年3月 |
| タイムライン             | リリース                 | 2023年第4四半期に出荷開始される予定だったが、2024年2月まで延期。2月上旬にて出荷が開始された。 |
| タイムライン             | 生産状況                 | 生産中 |
| マザーボード             | CPU                      | AMD Ryzen 7 7840HS AMD Ryzen 9 7940HS |
| マザーボード             | グラフィックス           | RDNA3内蔵グラフィックス、または取り外し可能な拡張ベイに装着された Radeon RX 7700S GPU(8 GB GDDR6) AMD Smart Access Graphicsをサポートする内部MUXスイッチ(拡張ベイにグラフィックスカードを搭載した構成の場合)                   |
| マザーボード             | メモリータイプ           | DDR5-5600スロット×2 |
| マザーボード             | メモリ容量               | 購入時最大32GB✕2まで追加可能；購入後さらに最大48GB✕2まで追加可能 |
| マザーボード             | ストレージ               | 2✕ オンボードM.2 NVMe PCIe Gen4x4 (1✕ 2280, 1✕ 2230) + 拡張カード内追加SSD ✕6 + 拡張ベイ内追加SSD ✕2 |
| マザーボード             | 冷却                     | |
| ディスプレイ             | サイズ                   | 対角線長16インチ |
| ディスプレイ             | 解像度                   | 2560×1600 (16:10), 165 Hz, 9ms 立上がり/立下り時間 |
| ディスプレイ             | 液晶                     | 500ニト(nit)、DCI-P3 色域値100%、非光沢 |
| ディスプレイ             | ヒンジ                   | |
| 入出力                   | ポート                   | 拡張カードスロット✕6 dGPU接続用のDisplayPort Alt Mode使用可能な USB-C 2.0ポート（dGPUモジュール装着時） |
| 入出力                   | 入力デバイス             | 16× 入力モジュールスロット 電源ボタン上の指紋認証装置 |
| 入出力                   | 音声と映像               | 1920×1080 ウェブカメラ（OmniVision OV2740イメージセンサーおよび RealTek RTS5853 コントローラー、4枚構成のf/2レンズ、視野角80°） デュアルMEMSマイク プライバシー対策：LEDカメラインジケーター、およびハードウェアカメラスイッチ |
| 入出力                   | ワイヤレス               | AMD RZ616 |
| 入出力                   | スピーカー               | 1way ツイーターおよび2way 大型ウーファー |
| 電力                     | バッテリー               | 85 Wh (1000回の充電サイクル後本来の蓄電容量の80%を維持) |
| 電力                     | バッテリー               | USB-C PD 3.1で最大240W充電まで対応 |
| 電力                     | 同梱アダプター           | 180W 窒化ガリウムスイッチ USB-C |
| 寸法                     | 寸法                     | GPU拡張なしの場合18mm、拡張ありの場合21mm |
| オペレーティングシステム | オペレーティングシステム | Windowsプリインストール DIYエディション：WindowsもしくはLinux、ユーザーが選択可能 |

### 拡張カード

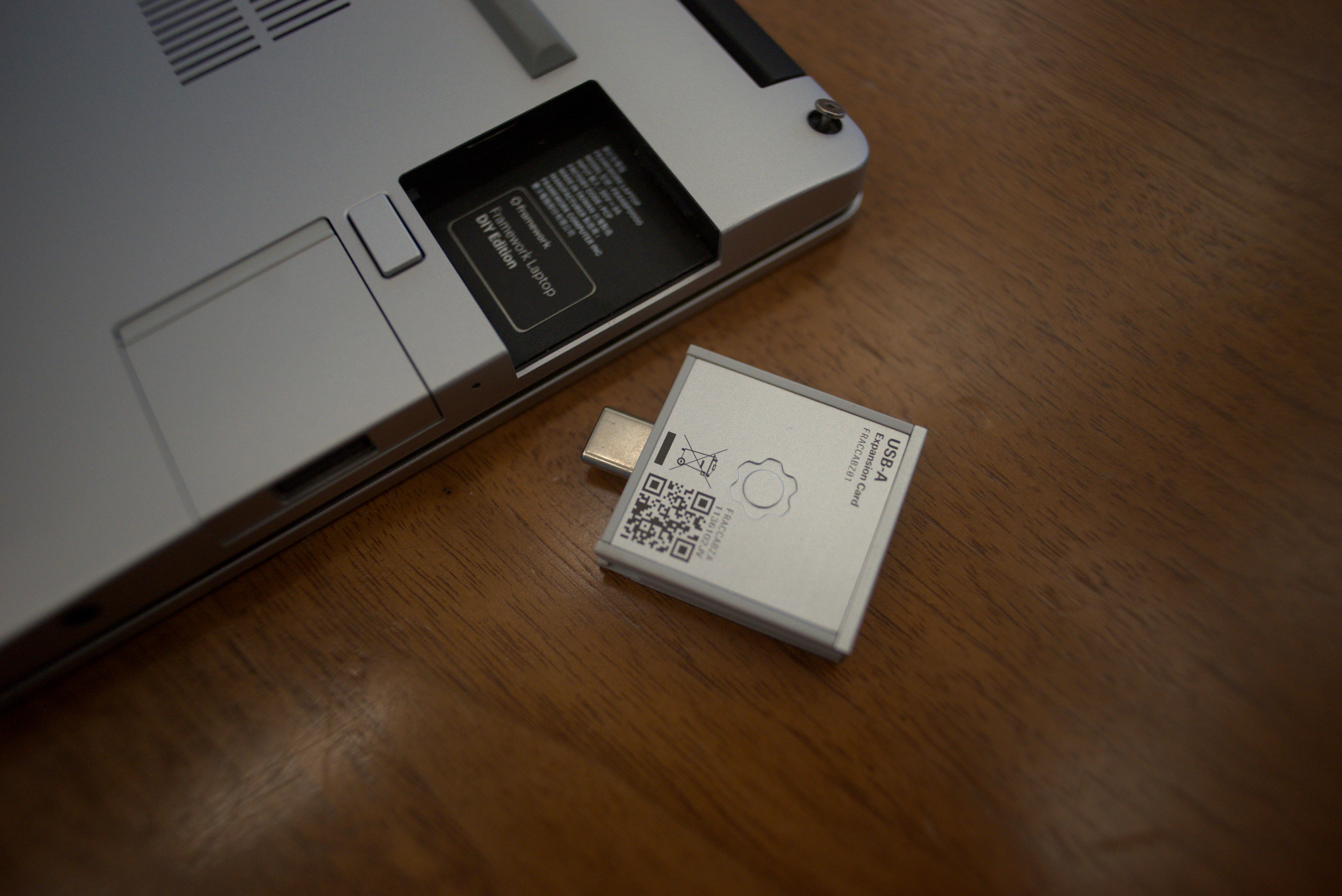
USB-A拡張カードおよび拡張カードスロット。ツール不要で瞬時に取り外し・取り付けできる。

入出力を担う「拡張カード」システムは、Framework Laptop の最大の特徴の一つである。すべての Framework Laptop には直接使用できるUSB-Cポートを含んだ凹型スロットが設けられており、このスロットには、USB-C（パススルー）、USB-A、DisplayPort1.4、HDMI 2.0b、MicroSD、2,5ギガビットイーサネットや3.5mmヘッドフォンジャック、さらには同形状のSSD（1スロットにつき最大1TB）などの機能・機器を追加する「カード」を取り付けることができる。Framework Laptop 13は4つの拡張カードを装着でき、比較的大型なFramework Laptop 16は6つ装着することができる。
拡張カードの開発に公衆が参入できるようにするため、Framework社は拡張カード開発者プログラムを立ち上げ、拡張カードのドキュメント、CADテンプレートおよびリファレンスデザインをすべてオープンソースライセンスの下に公開した。

#### USB-C
USB-C拡張カードの機能は、「プロセッサにサポートされたプロトコルを直接利用する」ため、メインボードに依存する形になる。インテルプラットフォームでは、拡張カードはThunderbolt 4/USB 4、20 V/5 A充電、DisplayPort Alt Mode の機能を使用できる。AMD Ryzenプラットフォームでは、USB-C拡張カードが接続されているスロットによって機能が異なる。

##### Framework Laptop 13 (AMD Ryzen 7040U 搭載)　の場合
- データ転送、DisplayPort Alt Mode、USB-C PD 3.1をサポートするUSB4ポート×2（背面2ポート）
- データ転送、DisplayPort Alt Mode、USB-C PD 3.1をサポートするUSB-C 3.2ポート×1（前面左ポート）
- データ転送およびUSB-C PD 3.1をサポートするUSB-C 3.2ポート×1（前面右ポート）

##### Framework Laptop 16 (AMD Ryzen 7040HS 搭載)　の場合
- データ転送、DisplayPort Alt Mode、USB-C PD 3.1をサポートするUSB4ポート×2（背面2ポート）
- データ転送、DisplayPort Alt Mode、USB-C PD 3.1をサポートするUSB-C 3.2ポート×1（左中央のポート）
- データ転送およびUSB-C PD 3.1をサポートするUSB-C 3.2ポート×1（中央右のポート）
- データ転送のみをサポートするUSB-C 3.2ポート×2（前面2ポート）

## Marketplace
Framework Marketplace は、Framework社の公式サイトにて運営されているオンラインストアで、主に Framework Laptop のアップグレードや修理に使用できるパーツやツールを販売している。
販売されている製品には交換用マザーボード、バッテリー、スクリーンアセンブリ、RAM、ストレージドライブなどがある。また、スクリーンベゼル、キーボードレイアウト、拡張カードなどのカスタマイズ用パーツ、他にはグッズなども販売されている。

## 出荷と配送
Framework社はロジスティクスパートナーであるDimercoと連携して製品を販売している。ある物流関係者は、台湾から輸出されるFramework社製品の複雑なEコマースフルフィルメントプロセスはDimercoが管理しているとした。

## 関連プロジェクト

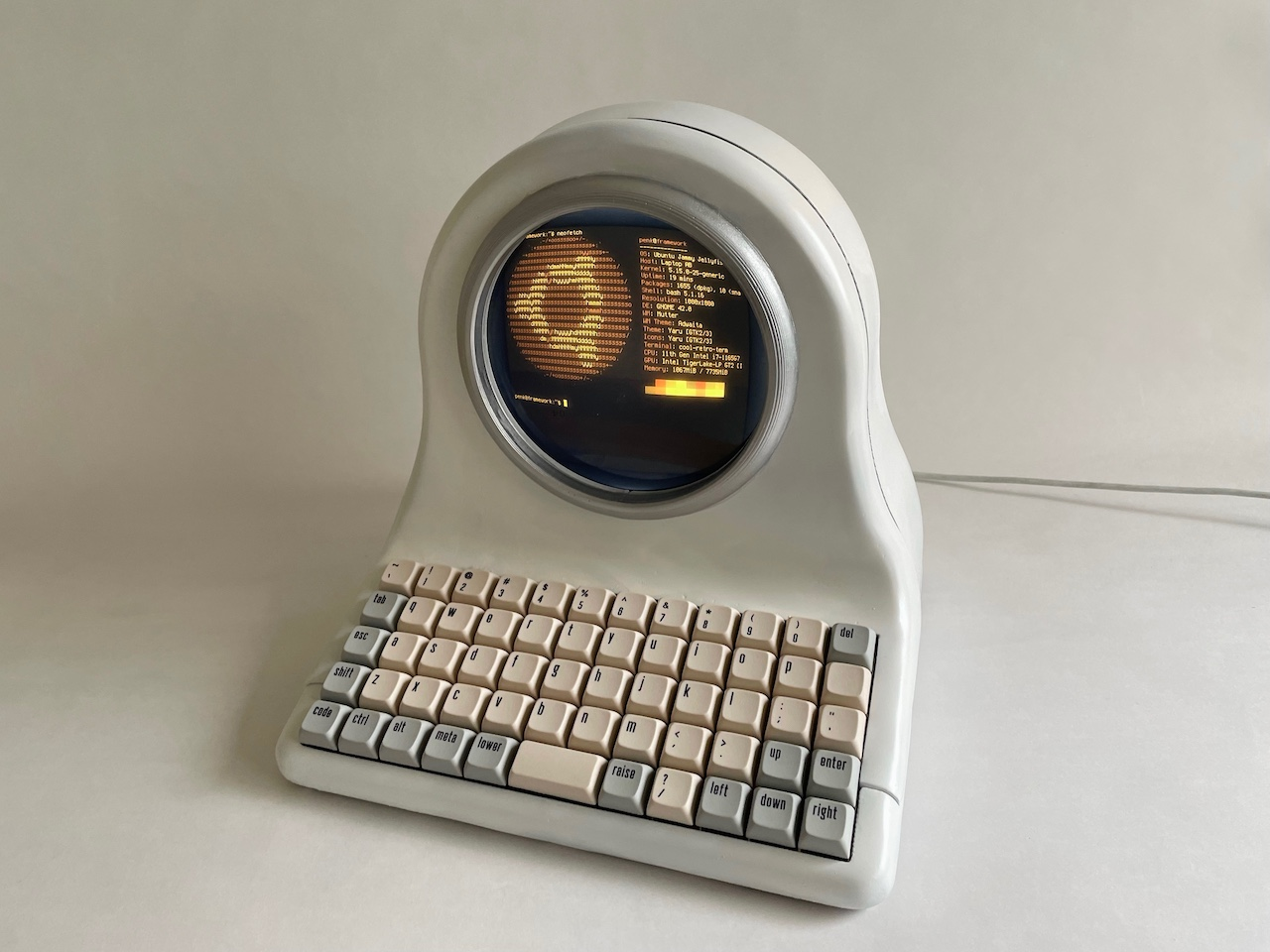
FrameworkのマザーボードとUbuntuを使ったレトロなスタイルの丸型ディスプレイPC、Mainboard Terminal。

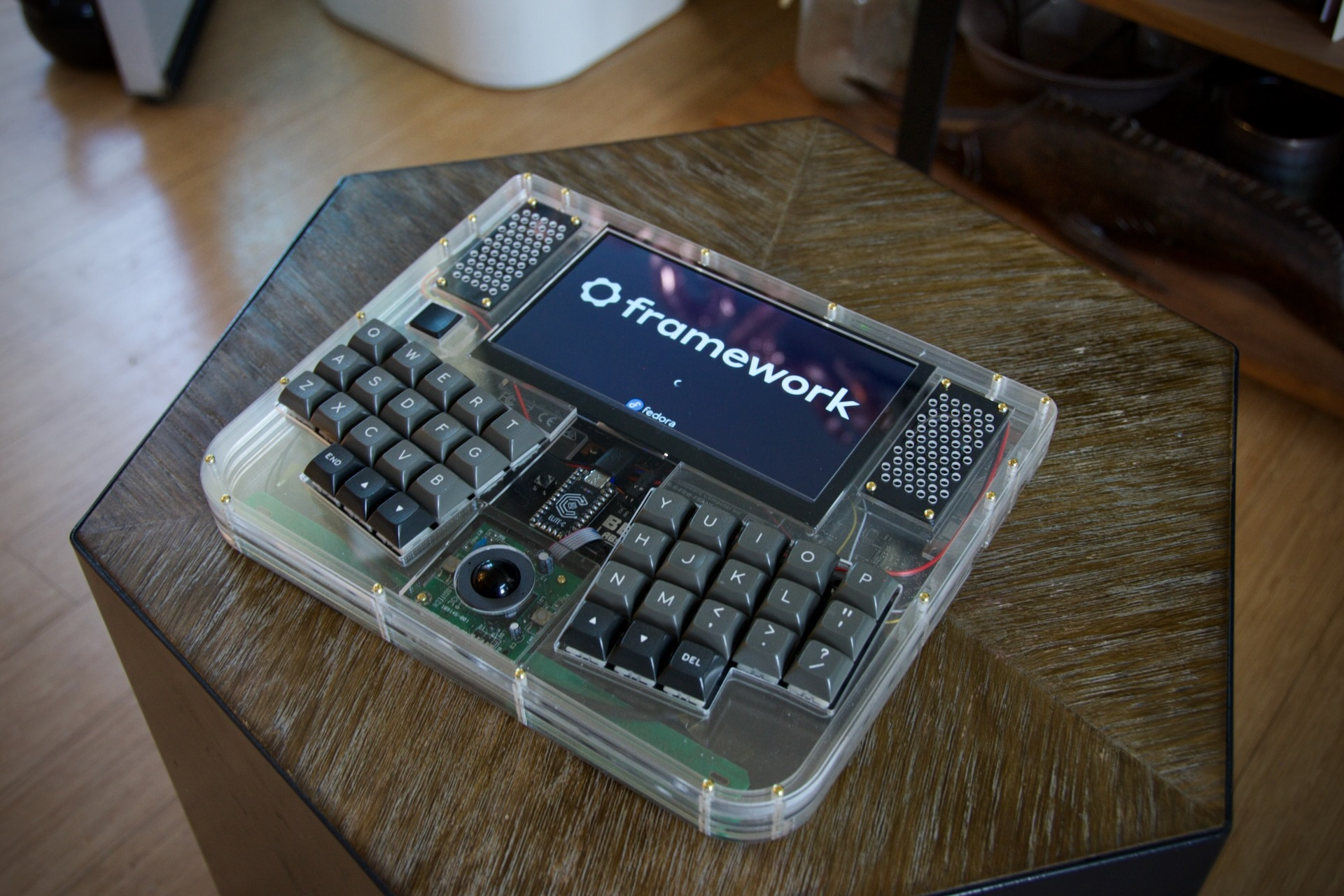
Frameworkベースのサイバーデッキ、Framedeck。TRS-80 Model 100にインスパイアされたクリアアクリルと真鍮を使用したデザインとなっている。

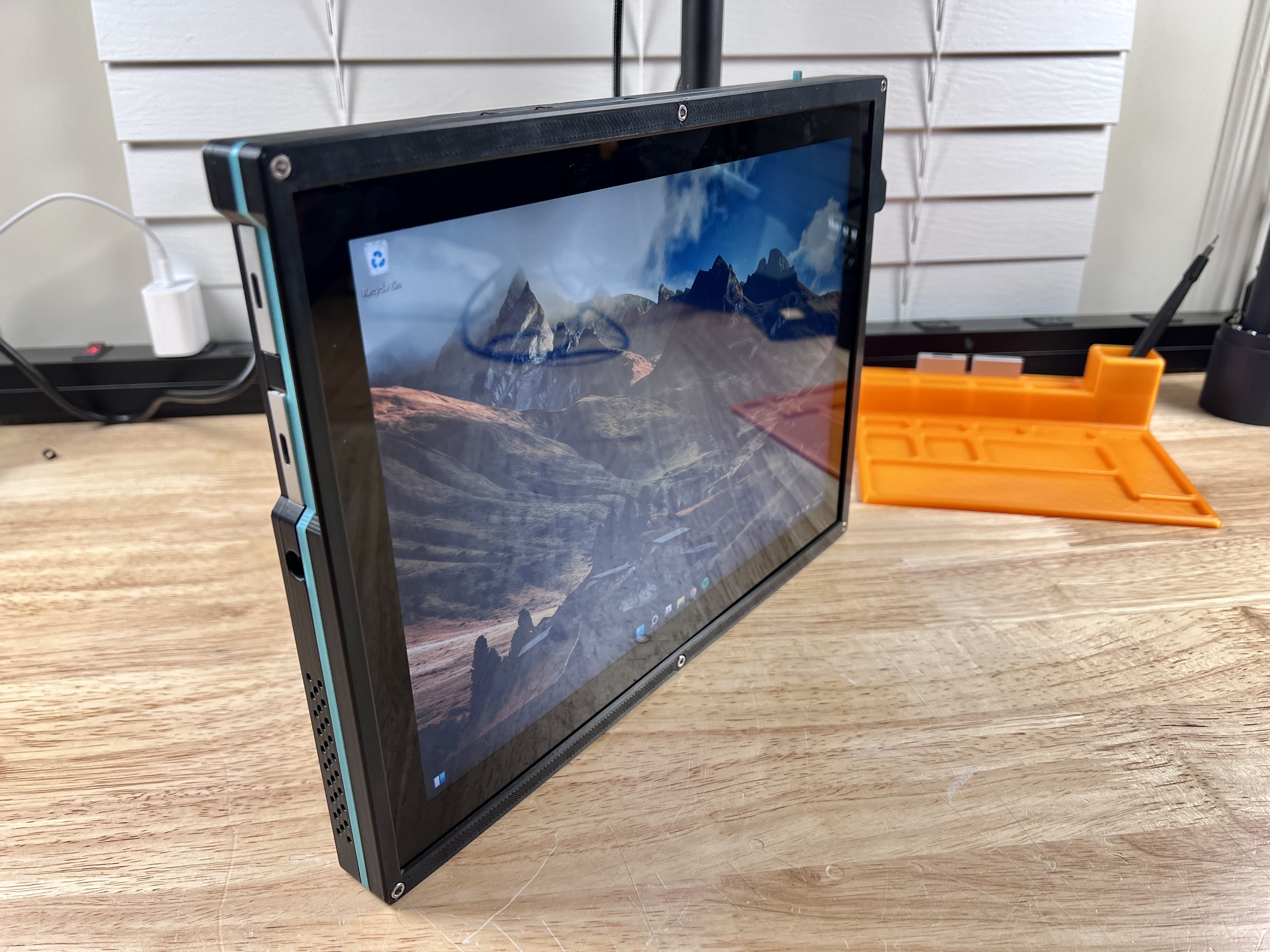
Framework Laptopのためのタブレット型ケース、Framework-Tablet。3Dプリントで製造可能。

第三者の企業や個人が Framework をベースとした多数の製品を開発している。これらの周辺製品の総称として「Frameworkエコシステム（英語: Software ecosystem）」がある。

### 装飾用品
- Framework Laptop 用の装飾シート[90][91][92]
- ディスプレイ保護フィルム[93]
- アートと壁紙[94]

### パーツ関連
- モジュール保護フレーム[95]
- パーツトレイ[96][97]
- マザーボードケース[98][99]

### 拡張カード
- マグネット充電拡張カード[100][87]
- スクロールホイール拡張カード[101]
- UART 拡張カード[102]
- Solokeys[103] Solo V2 拡張カード[104][97]

#### 拡張カード型のその他ハードウェア
- BoxーFramework拡張カードを通じて使用できる個人運用型クラウドストレージ代替手段[105][106]

### マザーボード
- DC-ROMA RISC-V Mainboard（RISC-Vアーキテクチャベースのマザーボード[107][108][109]）

### Frameworkマザーボードをベースにしたプロジェクト
- Framework Laptop のマザーボードを搭載したCyberdeckを模したキーボードPC、CJ64[110][111][112][113][87]
- Framework Laptopのマザーボードを搭載したレトロな丸形ディスプレイPC、Mainboard Terminal[114][115]
- Framework ベースのサイバーデッキ、Framedeck。TRS-80 Model 100にインスパイアされたクリアアクリルと真鍮を使用したデザインとなっている[116][117]。
- Frameworkのパーツ、主にマザーボードで作られたタブレット[118]
- Framework-Tablet、3Dプリント可能なタブレット型ケース[119][120][121]
- Framestation、Frameworkベースのモダンなゲームコンソール型ケース[122]
- Framework Desktop Case Adapter、FrameworkマザーボードをATXおよびMicroATXマザーボードとケースに適合させるための3Dプリント可能なマウント装置[123]
- Framework Test Bench、 Framework motherboardのテスト・開発用ワークベンチ[124]
- アルミニウム・3Dプリント製のFrameworkマザーボード用ケース[125][97]
- Framework-AIO, Framework LaptopをオールインワンスタイルのデスクトップPCに変える3Dプリント可能なケース[126][127]。
- DIY Triple Screen Laptop、3つのスクリーン（1つのパネルと2つのiPad Retinaディスプレイ）を備えた携帯型エルゴノミクスコンピューター[128][129]。

### ディスプレイ
- Glider, 交換可能な60 fpsの電子ペーパーディスプレイ[130]

### ファームウェア
- Coreboot。2024年5月、corebootプロジェクトはcorebootバージョン24.05でFramework Laptop 13 AMD Ryzen 7040のサポートを取り入れた。これは、複数のAMD所属のファームウェア・エンジニアと関係者が非公式に取り組んでいた実験的なプロジェクトの成果であった[131][132]。

### ソフトウェア
- Embedded Controller Modifications、ECファームウェアを操作し、ファームウェアレベルでLEDの色やキーボード・レイアウトを変更できるツール[133][134][135][136]

### その他
- Frameworkインプットカバーコントローラー[137]
- ノートPCスタンド[138][97]

## 製品のサポート
同社は、ナレッジベース記事、コミュニティフォーラム、製品とパーツについてのQRコードおよび問い合わせフォームを提供している。同社のカスタマーサポートについては賛否両論であり、誠実かつ顧客中心的だとする評価がある一方で、門戸を閉ざしているとの批評的な意見もある。

### 展開している国家・地域
Framework Laptop は米国、カナダ、イギリス、ドイツ、フランス、アイルランド、オランダ、オーストリア、オーストラリア、イタリア、スペイン、ベルギー、台湾、ポーランド、デンマーク、スウェーデン、フィンランド、ギリシャ、エストニア、ラトビア、リトアニア、ルクセンブルグ、マルタ、キプロス共和国、スロベニア、クロアチア、ポルトガル、スロバキア向けに販売されている。
2021年12月、同社は、地域選択ページを通じて関心を登録した人数と物流的考量の両方に基づいて、イギリス、ドイツ、フランスを追加でサポートすると発表した2022年2月、アイルランド、オーストリア、オランダで予約受付が開始した。オーストラリアでも2022年9月に予約受付が開始され、10月から出荷が開始した。
Framework Laptop を非対応の地域でも購入したいという者に対し、同社は該当地域での正式発売を待つように勧めている。理由として、正規ルートでない輸入サービスを利用した場合には製品のサポートや保証はできないことを挙げた。

### Linux
2021年12月、同社はUbuntu 21.04.3以上またはFedora 35以外を使用しているLinuxユーザーに対し、トラブルシューティングに関する質問はFrameworkのLinuxコミュニティに提出するよう求めた。
同社は、上記以外のLinuxディストリビューションはハードウェアとの互換性が確認されていないOS上で、かつ製品の機能とは関係のない問題は公式に対処しかねるとした。2022年4月、同社は各Linuxディストリビューションの互換性一覧を発表した。2024年7月のインタビューで、Linuxのサポートを担当しているスタッフは、「私の仕事は、最もサポートを提供するべきディストリビューションの選定、そしてコミュニティによるサポート体制の確立。この2つを推し進めることです」と語った。
Ryzen ベースのFramework Laptopは発売当初 Linux に関するいくつかの問題が存在したが、LVFS を通じて提供されたファームウェアアップデートにより迅速に修正された。

### BSD系OS
2022年6月、FreeBSD Foundation は、Framework Laptop 上での FreeBSD の動作が FreeBSD ユーザの安定性への期待に応えれるよう行われた取り組みについて発表した。

## ブランドの価値観と反響

### 家電製品の「修理する権利」運動

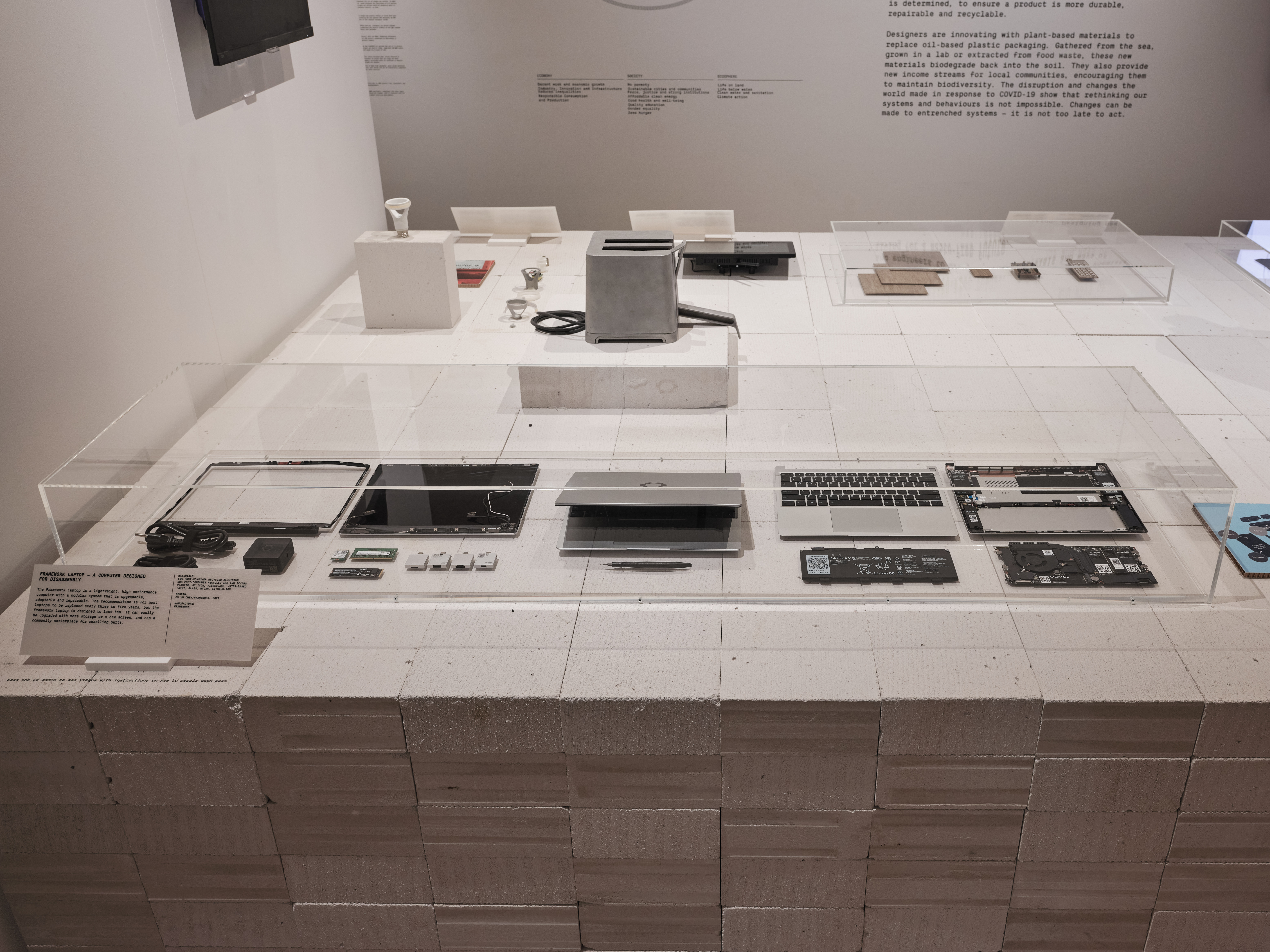
ロンドン・デザインミュージアムで開催された「Waste Age: What can Design Do? 」展にて、分解された Framework Laptop が展示された。

2021年6月、同社に投資しているベンチャーキャピタルの一人が「修理可能な製品と聞くと、業界では皆が厚く、重く、醜く、壊れやすく価格が高騰している製品を思い浮かべる。私たちはその認識を覆し、家電製品をカテゴリーごと改善する。」と述べた。
2021年10月のインタビューで、同社は 「問題なのは、家電製品は使い捨てであるという考え方です」「『修理する権利』は非常に重要で、私たちの事業の核心でもあります。修理されることを前提に設計されていない製品が増えているからです。」と答えた。
2021年10月から2022年2月までの間、Framework Laptop はロンドンのデザイン・ミュージアムで開催された「Waste Age: What can Design Do?」展に展示された。

### 評価
2021年11月、タイム誌は「2021年の発明ベスト100」のリストに Framework Laptop を収録した。2022年3月、Fast Company社は「2022年最も革新的な企業」のリストにFramework社の名を挙げた。2023年10月、タイム誌は「2023年の発明品ベスト200」のリストに Framework Laptop 16 を収録した。